# Adick Koot
Adick Koot (Eindhoven, 16 augustus 1963) is een Nederlands voormalig voetballer die doorgaans als verdediger speelde. Hij kwam van 1983 tot en met 1999 uit voor PSV, AS Cannes en Lille OSC. Met PSV werd hij vijf keer Nederlands landskampioen en won hij in 1987/88 de Europacup I. Koot speelde in 1988 en 1989 drie interlands in het Nederlands voetbalelftal.

## Carrière
Koot speelde van 1984 tot 1991 voor PSV. Als voorstopper moest hij vooral concurreren voor zijn plek met Ivan Nielsen. Aangezien Nielsen een vaste waarde was, moest Koot het vooral hebben van invalbeurten of van een gewijzigde tactiek. In het seizoen 1987/1988 met Guus Hiddink inmiddels als trainer van PSV, was Koot vaak tweede voorstopper of nr.6, zodat libero Ronald Koeman een vrijere rol had. Vooral Europees kon Koot daardoor bijna alle wedstrijden spelen. Al zal hij de twee belangrijkste wedstrijden niet meespelen omdat toen juist Edward Linskens de voorkeur kreeg. In zeven jaar speelde Koot 111 competitiewedstrijden en maakte hij 3 doelpunten. Verder speelde hij dertien Europese wedstrijden, waarin hij één keer scoorde. In de eerste ronde van de Europacup I in het seizoen 87/88 scoorde Koot, in zijn eerste Europese wedstrijd, in de 89e minuut tegen Galatasaray. PSV won de wedstrijd met 3-0.
Na zijn PSV-tijd vertrok Koot naar AS Cannes. Waar hij het eerste jaar in een elftal kwam met Zinédine Zidane. Hij speelden daar uiteindelijke zeven jaar, van 1991 tot 1998 en 197 competitiewedstrijden. In zijn laatste seizoen in Cannes (1997-1998) was hij trainer/speler. Na nog één jaar Lille OSC als speler sloot Koot zijn carrière af. Daarna werd hij spelersmakelaar.

### Clubstatistieken
| Seizoen | Club      | Competitie | wed. | goals |
| ------- | --------- | ---------- | ---- | ----- |
| 1983/84 | PSV       | Eredivisie | 0    | 0     |
| 1984/85 | PSV       | Eredivisie | 1    | 0     |
| 1985/86 | PSV       | Eredivisie | 16   | 0     |
| 1986/87 | PSV       | Eredivisie | 24   | 0     |
| 1987/88 | PSV       | Eredivisie | 21   | 1     |
| 1988/89 | PSV       | Eredivisie | 16   | 0     |
| 1989/90 | PSV       | Eredivisie | 21   | 2     |
| 1990/91 | PSV       | Eredivisie | 12   | 0     |
| 1991/92 | AS Cannes | Division 1 | 34   | 1     |
| 1992/93 | AS Cannes | Division 2 | 30   | 2     |
| 1993/94 | AS Cannes | Division 1 | 24   | 0     |
| 1994/95 | AS Cannes | Division 1 | 31   | 1     |
| 1995/96 | AS Cannes | Division 1 | 23   | 0     |
| 1996/97 | AS Cannes | Division 1 | 31   | 0     |
| 1997/98 | AS Cannes | Division 1 | 21   | 1     |
| 1998/99 | Lille OSC | Division 2 | 26   | 2     |

### Interlandstatistieken
| Interlands van Adick Koot voor Nederland | Interlands van Adick Koot voor Nederland | Interlands van Adick Koot voor Nederland | Interlands van Adick Koot voor Nederland | Interlands van Adick Koot voor Nederland | Interlands van Adick Koot voor Nederland |
| №                                        | Datum                                    | Wedstrijd                                | Uitslag                                  | Soort Wedstrijd                          |                                          |
| Als speler bij PSV                       | Als speler bij PSV                       | Als speler bij PSV                       | Als speler bij PSV                       | Als speler bij PSV                       | Als speler bij PSV                       |
| ---------------------------------------- | ---------------------------------------- | ---------------------------------------- | ---------------------------------------- | ---------------------------------------- | ---------------------------------------- |
| 1.                                       | 23 maart 1988                            | Engeland – Nederland                     | 2 – 2                                    | Oefeninterland                           |                                          |
| 2.                                       | 16 november 1988                         | Italië – Nederland                       | 1 – 0                                    | Oefeninterland                           |                                          |
| 3.                                       | 11 oktober 1989                          | Wales – Nederland                        | 1 – 2                                    | Kwalificatiewedstrijd WK 1990            |                                          |

## Erelijst
| Europacup I         | 1x | 1987/88                                     |
| Kampioen Eredivisie | 5x | 1985/86, 1986/87, 1987/88, 1988/89, 1990/91 |
| KNVB beker          | 3x | 1987/88, 1988/89, 1989/90                   |